# Български книжици
„Български книжици“ е българско възрожденско списание, което се издава от 1858 до 1862 година в Цариград, столицата на Османската империя, от културно национално сдружение на българските общини „Българска книжнина“. Списанието разисква обществени въпроси, политика, литература, история, научни знания и др. и е едно от популярните издания за времето си, наред със списанията „Любословие“ и „Читалище“ и вестниците „Македония“, „Гайда“ и „Цариградски вестник“. Според Нил Попов това беше едно от най-добрите тогава български списания с научно-литературно съдържание. Първоначално публикува авторски и преводни статии с историко-филоложко, а по-късно с политико-обществено значение. Пред съвременната наука списанието разкрива моменти от българската история, църковния въпрос и вълнуващите българското общество от средата на 19 век проблеми на езикознанието, славистиката и учебното дело.
Първи редактор е Димитър Мутев, следват Иван Богоров, Гавраил Кръстевич, Тодор Бурмов, Сава Филаретов. В списанието статии и стихове публикуват автори като Сава Филаретов, Петко Славейков, Константин Миладинов. През 1860 г. списанието публикува първата оригинална българска повест „Нещастна фамилия“ на Васил Друмев.
Броеве от списанието има в Къща музей „Иван Вазов“, Берковица, читалище „Зора“, Сливен, библиотека „Искра“, Казанлък, Музея на Възраждането, Варна и др.